# Vol Vietnam Airlines 831
Le 9 septembre 1988, un Tupolev Tu-134A effectuant le vol Vietnam Airlines 831, un vol international régulier entre Hanoï, au Viêt Nam, et Bangkok, en Thaïlande, s'est écrasé, pendant un violent orage, près du village de Semafahkarm, dans le district de Lam Luk Ka (en), en Thaïlande, alors qu'il effectuait son approche vers l'aéroport international Don Muang, à Bangkok, tuant trois membres d'équipage et 73 passagers à bord de l'appareil. Cet accident était, à l'époque, le deuxième accident aérien le plus meurtrier survenue en Thaïlande.

## Accident
Alors qu'il se situait au-dessus de la balise extérieure de l'aéroport, les pilotes ont fait descendre l'appareil sous l'altitude minimale de sécurité, qui finit par s'écraser dans une rizière près de l'aéroport. L'avion a explosé à l'impact, les débris s'éparpillant sur près de 500 mètres (1 600 pieds) au sol.

## Enquête
Bien que les pilotes aient signalé au contrôle aérien la possibilité que l'avion ait subi un impact de foudre en vol, l'enquête n'a jamais pu déterminer avec exactitude les causes de cet accident. 